# Presa de Carrapatelo
La presa de Carrapatelo está localizada en el río Duero, distrito de Oporto, Portugal. 
La construcción de la presa de Carrapatelo comenzó en 1965 y terminó en 1972. Fue inaugurada el 18 de junio de 1972 por el entonces presidente de la República portuguesa, el almirante Américo Thomaz. Destaca por ser la primera hidroeléctrica que se construyó en el tramo nacional del río Duero y la de mayor caída, con 36 m, de las cinco situadas en el curso íntegramente portugués del Duero.
Es una presa de tipo gravedad, aligerada mediante una gran galería circular junto a los cimientos. Sobre la zona de hormigón se encuentra el aliviadero principal, controlado por 6 grandes compuertas de segmento, con una luz de 26 m y una altura de 15,4 m, ancladas con cables al hormigón de los pilares, capaces de descargar un caudal máximo de 22 000 m³. En dos de estas compuertas se han instalado volets que sirven como aliviadero auxiliar para aliviar pequeños flujos de agua, hasta un máximo de 250 m³/s. En la mitad izquierda de la presa hay dos aliviaderos de fondo, blindados, de sección cuadrada, que pueden ser utilizados en un eventual vaciado del embalse. 
La presa tiene una altura de 57 m, una longitud de coronación de 400 m y una esclusa para el paso de barcos.